# Chmeľov
Chmeľov es un municipio del distrito de Prešov en la región de Prešov, Eslovaquia, con una población estimada a final del año 2024 de 1076 habitantes.
Se encuentra ubicado en el centro-sur de la región, en el valle del río Torysa (cuenca hidrográfica del río Tisza) y cerca de la frontera con la región de Košice.

## Demografía
| Año        | 1994 | 2004    | 2014    | 2024    |
| ---------- | ---- | ------- | ------- | ------- |
| Población  | 854  | 912     | 984     | 1076    |
| Diferencia |      | +6,79 % | +7,89 % | +9,34 % |

| Año        | 2023 | 2024    |
| ---------- | ---- | ------- |
| Población  | 1078 | 1076    |
| Diferencia |      | −0,18 % |